# Amorphophallus pendulus
Amorphophallus pendulus är en kallaväxtart som beskrevs av Josef Bogner och Simon Joseph Mayo. Amorphophallus pendulus ingår i släktet Amorphophallus och familjen kallaväxter. Inga underarter finns listade.